# Spartacus (roman de Howard Fast)
Pour les articles homonymes, voir Spartacus (roman) et Spartacus (homonymie).
Spartacus est un roman historique de Howard Fast, publié pour la première fois aux États-Unis en 1951. Il traite de la révolte des esclaves menée vers 71 avant Jésus-Christ par le thrace Spartacus. Le roman a inspiré le film oscarisé Spartacus, réalisé en 1960 par Stanley Kubrick, et le téléfilm Spartacus de Robert Dornhelm en 2004.

## Écriture
Howard Fast a commencé l'écriture de ce roman à l'époque du maccarthysme, alors qu'il était emprisonné pour son engagement antérieur dans le parti communiste américain. Il avait refusé de divulguer au Congrès les noms des contributeurs à un fonds destiné à accueillir les orphelins des vétérans américains de la guerre civile espagnole. Il a été emprisonné pendant trois mois en 1950 pour outrage au Congrès. En prison, il s'intéresse à la révolution allemande de 1918-19, découvre Rosa Luxemburg et le mouvement spartakiste, qui tient son nom de l'esclave thrace Spartacus, qui a mené la troisième guerre servile de l’Empire romain. 
Dans son manifeste, Rosa Luxemburg fait une lecture marxiste de l'évènement, selon laquelle la guerre servile illustre une lutte universelle pour l’émancipation des dominés : 

« Parce qu’il est celui qui exhorte les révolutionnaires et les pousse à agir, parce qu'il est la conscience socialiste de la révolution, [Spartacus] est haï, calomnié, persécuté par tous les ennemis secrets ou avérés de la révolution et du prolétariat. Clouez Spartacus sur la croix ! crient les capitalistes tremblant pour leurs coffres-forts. »

Fast fait de Spartacus une figure incarnant l'idéal socialiste révolutionnaire.

## Publication et adaptation
Le roman est publié pour la première fois aux États-Unis en 1951, et à compte d'auteur, après que plusieurs maisons d'éditions décident de ne pas prendre ce risque « due to the political temper of the times » (« en raison des circonstances politiques de l'époque »), comme il l'explique sur la dernière page de la première édition.
Le roman est porté au cinéma par Kirk Douglas, et adapté par Dalton Trumbo, lui aussi placé sur la liste noire. Au moment de sa sortie en 1960, le tout nouveau président Kennedy soutient le film, qui est couronné par quatre oscars.

### Éditions francophones
- publication en français sous le titre Spartacus, Paris, Club du Livre, 1955

- réédition, Paris, J'ai lu no 101, 1961
- réédition, Genève, Édito-Service, 1972
- réédition, Paris, Encre, coll. « Étiquette noire », 1985
- réédition, Nantes, L'Atalante, coll. « Bibliothèque de l'évasion », 1999
- réédition, Marseille, Agone, coll. « Infidèles », 2016, traduit de l’anglais par Jean Rosenthal[2]
- réédition, Gallmeister (TOTEM) , 2024, nouvelle traduction de l’américain par Johanne Le Ray